# 斯科派洛斯島
斯科派洛斯島（希臘語：Σκόπελος）是希臘愛琴海西部北斯波拉泽斯群岛的島嶼。面积为95.5平方公里，最高點德爾斐山海拔高度681米，2021年人口数量为4,518人。行政上该岛隶属于色萨利大区斯波拉泽斯专区的斯科派洛斯市镇。

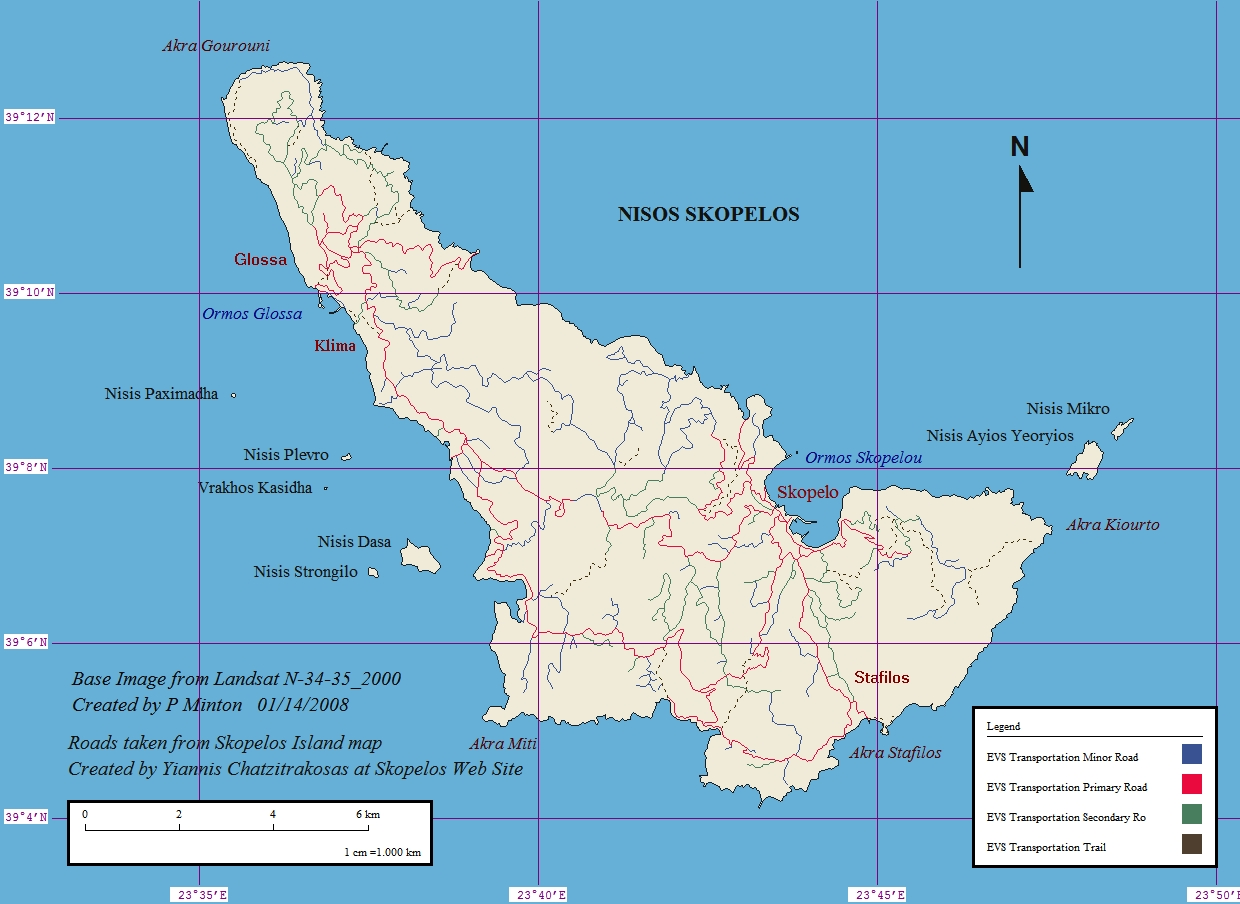
地图
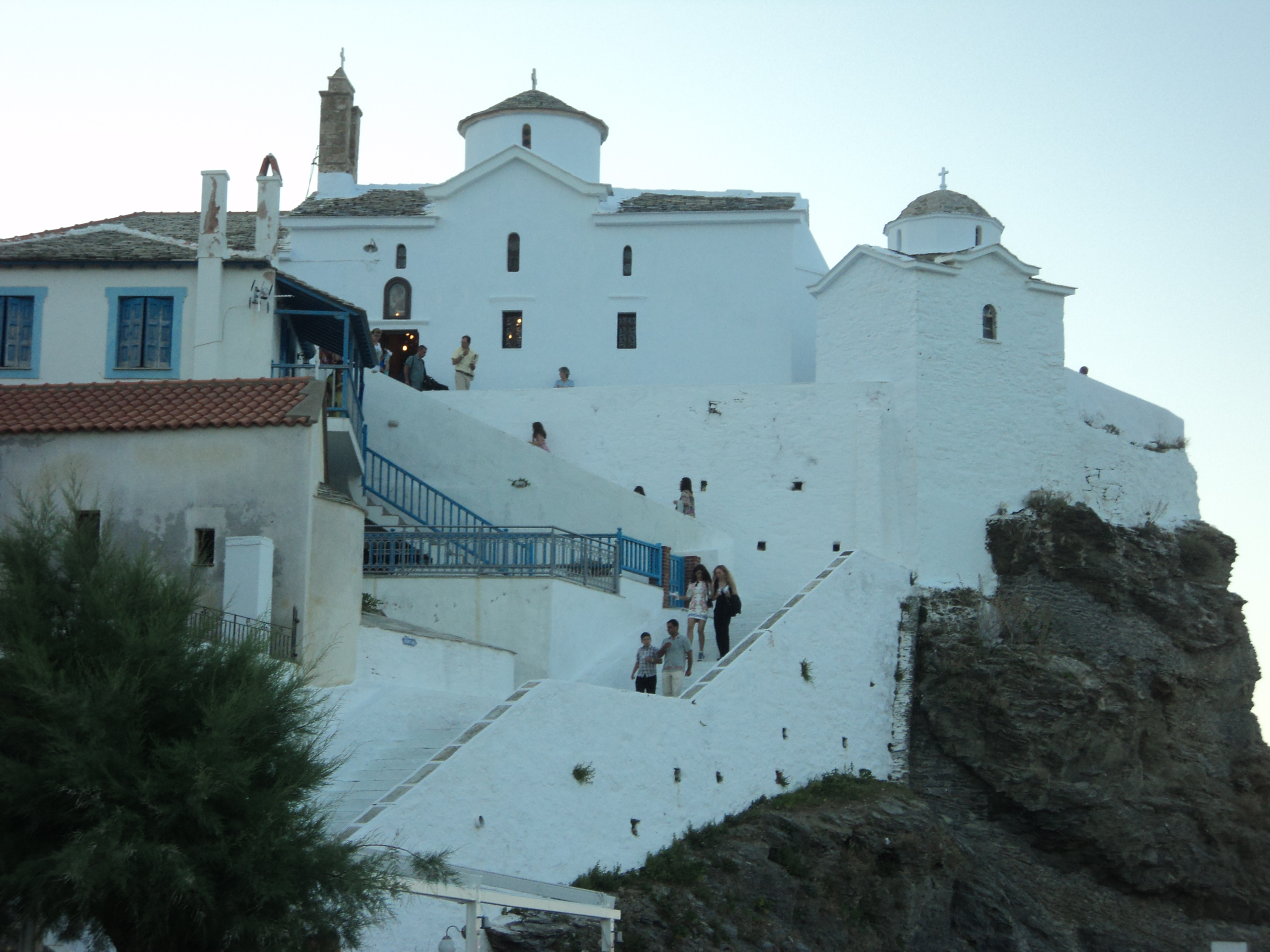
教堂
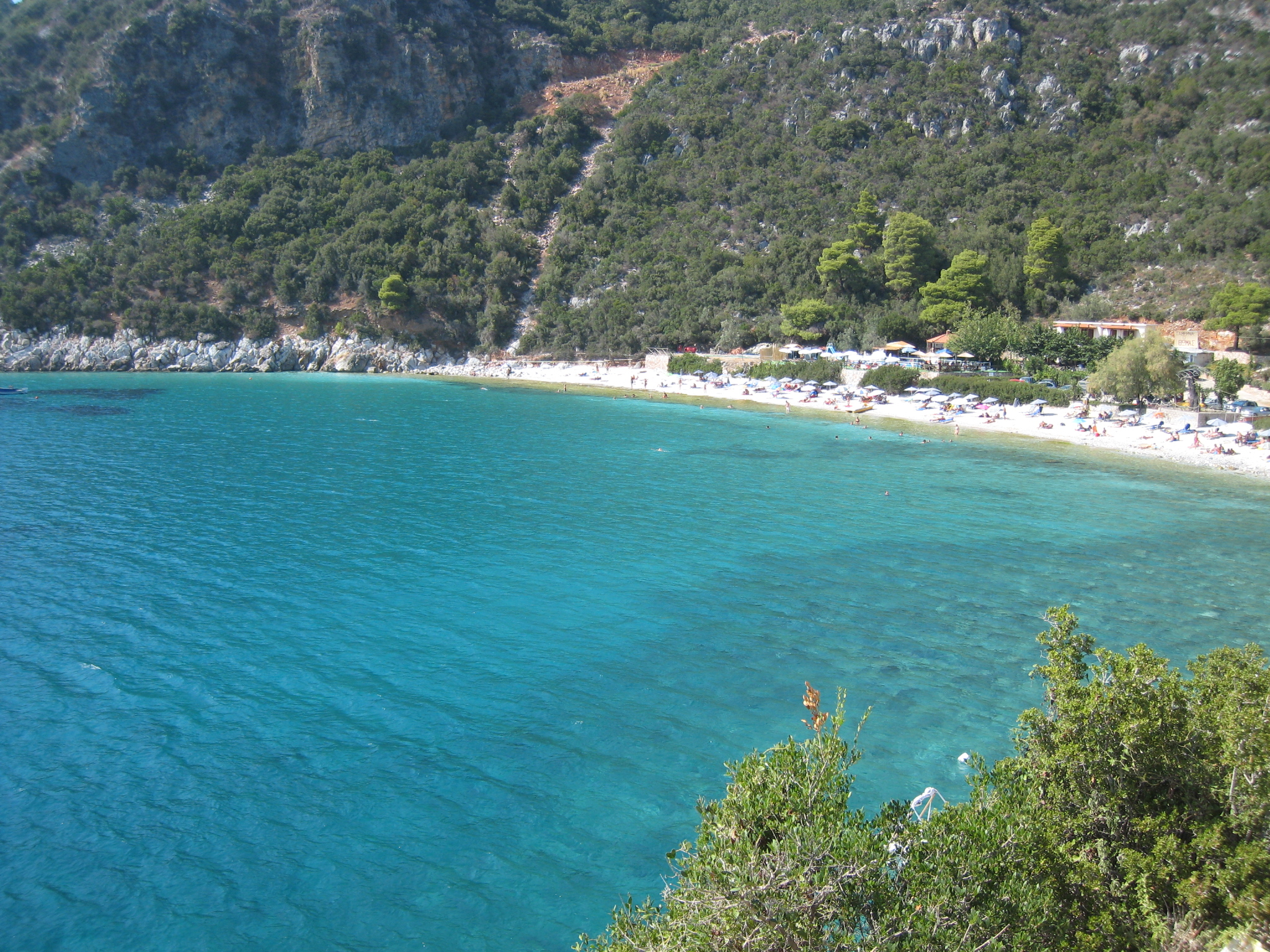
海滩

## 外部連結
- 斯科派洛斯市镇官方网站 （页面存档备份，存于） （希臘語）
- Weather station of Skopelos Island （希臘語和英語）
- The Hellenic Ornithological Society （页面存档备份，存于） （希臘語和英語）
- www.goskopelos.com （英語）
- skopelosweb.gr （页面存档备份，存于） （希臘語和英語）
- skopelos.net （页面存档备份，存于） （英語）